# Klaus Herrmann (Schriftsteller)
Klaus Herrmann (* 4. August 1903 in Guben; † 22. April 1972 in Erfurt) war ein deutscher Schriftsteller.

## Leben
Klaus Herrmann entstammte einer Fabrikantenfamilie. Nachdem er 1922 die Reifeprüfung abgelegt hatte, studierte er anschließend bis 1924 Philosophie und Volkswirtschaftslehre in Berlin und Jena. 1926/27 arbeitete er als Gehilfe in einem Verlag, und ab 1927 studierte er Germanistik und Geschichte an der Kaiser-Wilhelm-Universität in Berlin. Nachdem Herrmann bereits früh Beiträge für das Feuilleton verschiedener Zeitungen (u. a. des Berliner Tageblatts) geliefert hatte, war er bis 1931 Redakteur der literarischen Zeitschrift Die neue Bücherschau. Ab 1931 wirkte er als freier Schriftsteller. Während des Dritten Reiches konnte er nur sehr eingeschränkt und vorwiegend anonym Reportagen und Übersetzungen publizieren. Herrmann lebte von 1933 bis 1949 meist in Oberbayern.
1944 heiratete er Luise Rinser, mit der er bis 1949 zusammenlebte.
Nach dem Ende des Zweiten Weltkriegs war Klaus Herrmann Mitarbeiter der Münchner Neuen Zeitung. 1949 übersiedelte er in die DDR, wo er sich in Weimar niederließ. Er trat der SED bei und war von 1957 bis 1971 Generalsekretär der Deutschen Schillerstiftung. Herrmann gehörte dem PEN-Zentrum der DDR an.
Klaus Herrmann verfasste historische Roman, Erzählungen und Theaterstücke. Seine in der DDR viel gelesenen erzählerischen Werke haben häufig exotische Schauplätze und eine gesellschaftskritische Tendenz. Als sein bedeutendstes Werk gilt der Familienroman Die guten Jahre, in dem Herrmann das Schicksal einer deutschen großbürgerlichen Textil-Industriellen-Familie in Guttau (verschlüsselt für Guben von 1864 bis 1934) schildert.
Sein Nachlass befindet sich in der Staatsbibliothek zu Berlin.

## Werke (Auswahl)
- Benjamin Potters Verbrechen. Berlin 1931
- Die geizige Mutter. Berlin 1934
- Im Himmel und auf Erden. Berlin-Wilmersdorf 1940
- Die Götterwitwe. München 1946
- Salto mortale. Berlin 1946
- Babylonischer Sommer. Hamburg 1948
- Der Guillotinentraum. Weimar 1950
- Der doppelte Regenbogen. Erfurt 1951
- Ich hab's gewagt. Berlin 1952 (zusammen mit Günter Pössiger)
- Jörg, der Katenjunge. Weimar 1952
- Die ägyptische Hochzeit. Weimar 1953
- Der dicke und der dünne Michel. Weimar 1953
- Die guten Jahre zählen nicht. Weimar 1953
- Das Volk steht auf, der Sturm bricht los. Berlin 1953 (zusammen mit Günter Pössiger)
- Der Abschied. Weimar 1954 (Eine Erzählung um Schiller und Charlotte von Kalb)
- Der Brand von Byzanz. Weimar 1955
- Der Erbe. Weimar 1956 (Anmerkung: Trilogie zusammen mit Der Sommer nahm kein Ende, Schatten im März. Überarbeitung u.d.T. Die guten Jahre)
- Die Zauberin von Ravenna. Weimar 1957
- Kurt Kora verachtet Berlin. Berlin 1958
- Der Sommer nahm kein Ende. Weimar 1958
- Schatten im März. Weimar 1959
- Der kleine Mogul. Berlin 1961 (Historischer Roman über das Familienerbe einer märkischen Adelsfamilie)
- Die Witwe des Propheten. Weimar 1961
- Die dunkelblauen Hüte. Rudolstadt 1963 (Kriminalroman)
- Die guten Jahre. Weimar 1963
- Orpheus im Frack. Berlin 1963 (Roman eines Kriminalfalls)
- Kreuzfahrt ins Ungewisse. Berlin 1964
- Die siamesischen Zwillinge. Berlin 1965
- Entführung in Venedig. Berlin 1966
- Entscheidung in Paris. Berlin 1967
- Die Schuld des Stephan Thoss. Berlin 1967
- Ankunft der Sieger. Berlin 1969
- Stunde des Mars. Berlin 1970
- Die Nacht sinkt auf Babylon. Berlin 1971
- Die goldene Maske. Berlin 1976

## Herausgeberschaft
- Georg Büchner: Dramen. Stuttgart 1946
- Heinrich Heine: Reisebilder. Stuttgart
  - 1 (1946)
- Sturm und Drang. Weimar 1954 (zusammen mit Joachim Müller)
- Phineas Taylor Barnum: Das Leben von P. T. Barnum. Weimar 1962
- Alfred Dreyfus: Fünf Jahre meines Lebens. Weimar 1962

## Übersetzungen
- Gérard de Nerval: Sylvia. Weimar 1959